# Querelles
Querelles. Jahrbuch für Frauen- und Geschlechterforschung (QJB) ist eine von der Freien Universität Berlin herausgegebene peer-reviewte Zeitschrift, die seit 1996 einmal jährlich erscheint und seit 2000 von dem Online-Portal querelles-net. Rezensionszeitschrift für Frauen- und Geschlechterforschung ergänzt wird.

## Titel
Querelles versteht sich in der Tradition der europäischen Frauen- und Geschlechtergeschichte, die vor allem vom 15. bis 18. Jahrhundert von leidenschaftlichen Debatten über die Geschlechterverhältnisse geprägt war und als Querelle des femmes bezeichnet wird. Daran wollen die Herausgeberinnen anknüpfen: „indem wir mit Querelles einen Ort der Streitkultur im Bereich der Frauen- und Geschlechterforschung und einen Ort des intellektuellen Austausches zwischen den Geschlechtern schaffen“.

## Geschichte und Konzept
1996 wurde Querelles als erstes disziplinübergreifendes Jahrbuch im Bereich Frauen- und Geschlechterforschung gegründet. Es wird in Verbindung mit der Reihe Ergebnisse der Frauen- und Geschlechterforschung an der Freien Universität Berlin, einem Programm zur Förderung des weiblichen wissenschaftlichen Nachwuchses, herausgegeben. Es will der Vielzahl fachspezifischer, inter- und transdisziplinärer Veröffentlichungen im Bereich der Frauen- und Geschlechterforschung (Gender Studies) eine Plattform geben. Querelles will traditionsbildend wirken, indem zentrale Themen aufgegriffen und an ausgewählten Beispielen Wissenschaftsgeschichte als Geschlechtergeschichte analysiert wird. Wissenschaftliche Rezensionen sollen einen Überblick über wichtige Publikationen und aktuelle Forschungsschwerpunkte geben, ergänzt mit einer fortlaufend aktualisierten Bibliographie, die über die Neuerscheinungen des Feldes informiert.
Von 1996 bis 2002 wurde das Jahrbuch in einer Druck-Edition im Metzler Verlag publiziert; ab 2003 im Wallstein Verlag. Nach 15 Ausgaben wurde es 2011 auf ein Open-Access-Periodikum umgestellt. Die Deutsche Forschungsgemeinschaft fördert Querelles im Programmbereich „Wissenschaftliche Zeitschriften“.
Ergänzend zum Jahrbuch erscheint seit 2000 dreimal jährlich querelles-net mit Rezensionen zu Publikationen aus allen Themenbereichen der Frauen- und Geschlechterforschung/Gender Studies.
Querelles ist nach dem internationalen Standard für Review-Zeitschriften konzipiert. Alle Beiträge durchlaufen ein verlässliches Begutachtungsverfahren. Es werden deutsch- und englischsprachige Beiträge veröffentlicht.

## Erscheinungsfrequenz
Das fortlaufende Erscheinen von Einzelbeiträgen wird mit einer einmaligen jährlichen Präsentation im Jahrbuch kombiniert. Jeweils im Frühjahr eines jeden Jahres wird ein Schwerpunktthema für das Folgejahr festgelegt und in der Rubrik Call for papers angekündigt. Nach einem positiven Begutachtungs-Verfahren und Lektorat werden die Beiträge sofort online veröffentlicht. Jeweils im Oktober werden die Aufsätze zum Schwerpunktthema zusammengestellt und von wechselnden Herausgeberinnen im Jahrbuch veröffentlicht.

## Wissenschaftlicher Beirat
Ein wissenschaftlicher Beirat berät regelmäßig über die Ausrichtung des Jahrbuchs und über kommende Themen auf Basis der Entwicklung des jeweiligen Wissenschaftsbereichs sowie des Feldes der Frauen- und Geschlechterforschung und spricht Empfehlungen für die Weiterentwicklung aus. Dem Beirat gehören an:
- Renate Berger, Kunst- und Kulturwissenschaft, Professorin an der Universität der Künste, Berlin, Institut für Geschichte und Theorie der Gestaltung.
- Ulla Bock, Soziologin, Freie Universität Berlin.
- Sabina Jeschke, Lehrstuhl Informationsmanagement im Maschinenwesen (IMA) & Zentrum für Lern- und Wissensmanagement (ZLW), RWTH Aachen University, Honorarprofessorin, Projektleitung ,BW-eLabs' (eScience, Virtuelle Forschungsumgebungen), Universität Stuttgart.
- Susanne Kord, Germanistin, Professorin, Head of Dept. am Dept. of German, University College London.
- Mechthild Leutner, Sinologin (Staat, Gesellschaft und Kultur des modernen China), Professorin an der Freien Universität Berlin, Ostasiatisches Seminar.
- Irmela von der Lühe, Literaturwissenschaftlerin (Neuere deutsche Literatur), Professorin an der Freien Universität Berlin, Institut für Deutsche und Niederländische Philologie.
- Anita Runge, Literaturwissenschaftlerin, Margherita-von-Brentano-Zentrum, Freie Universität Berlin.
- Angelika Schaser, Historikerin (Neuere Geschichte), Professorin, Universität Hamburg, Historisches Seminar
- Sabine Schülting, Anglistin, Professorin für Englische Philologie (Cultural Studies) an der Freien Universität Berlin.
- Annette Vogt, Wissenschaftshistorikerin, Max-Planck-Institut für Wissenschaftsgeschichte, Berlin.